# 田尻孝
田尻 孝（たじり たかし、1943年5月30日 - ）は、日本の医学者、外科医。日本医科大学学長。

## 人物
東京都出身。
- 1956年3月 - 東京教育大学附属小学校（現・筑波大学附属小学校）卒業
- 1962年3月 - 東京教育大学附属中学校・高等学校（現・筑波大学附属中学校・高等学校）卒業
- 1969年3月 - 日本医科大学卒業
- 1973年3月 - 同大学大学院医学研究科博士課程修了。医学博士号を取得。博士論文は、「無菌マウスにおけるマウスアデノウイルス腸管感染経過に及ぼす生下時胸腺摘除の影響」1973年6月7日、(日本医科大学)、甲第187号。
- 1969年7月1日 - 日本医科大学第一外科入局
- 1982年4月1日 - 同大学付属病院第一外科医局長
- 1983年10月1日 - 同大学講師
- 1989年10月1日 - 同大学助教授
- 2002年4月1日 - 同大学第一外科主任教授
- 2003年4月1日 - 同大学大学院医学研究科臓器病態制御外科学分野教授
- 2005年4月1日 - 同大学医学部長
- 2006年4月1日 - 名称変更により同大学外科学主任教授
- 2008年10月1日 - 同大学学長。
- 2021年4月29日 - 瑞宝中綬章受章[2]。

## 著書
- 「話せる医学英語」、荒木勤、矢沢珪二郎、田尻孝 共著、金原出版、2010年5月発行